# Jeff Jost
Jeffrey William „Jeff” Jost (ur. 2 stycznia 1948 w Nowym Jorku) – amerykański bobsleista, zdobywca Pucharu Świata.

## Kariera
Największy sukces w karierze osiągnął w sezonie 1984/1985, kiedy zajął pierwsze miejsce w klasyfikacji Pucharu Świata czwórek. Nigdy nie zdobył medalu mistrzostw świata. W 1980 roku wystartował na igrzyskach olimpijskich w Lake Placid, gdzie w rywalizacji czwórek zajął trzynaste miejsce. Brał także udział w rozgrywanych cztery lata później igrzyskach w Sarajewie, gdzie reprezentacja USA w składzie: Jeff Jost, Joe Briski, Thomas Barnes i Hal Hoye zajęła piąte miejsce w tej samej konkurencji. Po zakończeniu kariery pracował jako trener. Z zawodu był policjantem stanowym.